# Helena Kurt
Helena Kurt, född 20 februari 1993 i Spånga, är en svensk basketspelare i Södertälje BBK.
Den 165 cm långa Kurt har spelat hela karriären i Södertälje BBK och började spela när hon var 8 år. Hon spelade i det svenska U16-landslaget 2009 bland annat i ungdoms-OS och var med att spela Sverige till bronsmatch vid U18-EM i Oradea, Rumänien 2011.